# Albumy numer jeden w roku 2023 (Węgry)
Rok 2023 był trzydziestym czwartym, w którym funkcjonuje lista najlepiej sprzedających się albumów na Węgrzech, Top 40 album-, DVD- és válogatáslemez-lista.

## Historia notowania
| Data publikacji | Album                                | Wykonawca           | Źródło |
| --------------- | ------------------------------------ | ------------------- | ------ |
| 30 grudnia      | Több nem is kell (Aréna 2022.01.22.) | Ákos                | [ 1 ]  |
| 6 stycznia      | Új törvény                           | Ákos                | [ 2 ]  |
| 13 stycznia     | Új törvény                           | Ákos                | [ 3 ]  |
| 20 stycznia     | Rush!                                | Måneskin            | [ 4 ]  |
| 27 stycznia     | Új törvény                           | Ákos                | [ 5 ]  |
| 3 lutego        | Új törvény                           | Ákos                | [ 6 ]  |
| 10 lutego       | Békesség sugárút                     | Endre Paksi         | [ 7 ]  |
| 17 lutego       | Szavazz magadra!                     | Hungarica           | [ 8 ]  |
| 24 lutego       | The Name Chapter: Temptation         | TXT                 | [ 9 ]  |
| 3 marca         | The Name Chapter: Temptation         | TXT                 | [ 10 ] |
| 10 marca        | Mocskos élet                         | Sex Action          | [ 11 ] |
| 17 marca        | Mocskos élet                         | Sex Action          | [ 12 ] |
| 24 marca        | Memento Mori                         | Depeche Mode        | [ 13 ] |
| 31 marca        | Memento Mori                         | Depeche Mode        | [ 14 ] |
| 7 kwietnia      | Meteora                              | Linkin Park         | [ 15 ] |
| 14 kwietnia     | 72 Seasons                           | Metallica           | [ 16 ] |
| 21 kwietnia     | 72 Seasons                           | Metallica           | [ 17 ] |
| 28 kwietnia     | Éjszakai bevetés                     | Pokolgép            | [ 18 ] |
| 5 maja          | Aréna Koncert (2022. november 12.)   | János Bródy         | [ 19 ] |
| 12 maja         | Aréna Koncert (2022. november 12.)   | János Bródy         | [ 20 ] |
| 19 maja         | Aréna Koncert (2022. november 12.)   | János Bródy         | [ 21 ] |
| 26 maja         | Aréna Koncert (2022. november 12.)   | János Bródy         | [ 22 ] |
| 2 czerwca       | 5-Star                               | Stray Kids          | [ 23 ] |
| 9 czerwca       | 5-Star                               | Stray Kids          | [ 24 ] |
| 16 czerwca      | 5-Star                               | Stray Kids          | [ 25 ] |
| 23 czerwca      | 5-Star                               | Stray Kids          | [ 26 ] |
| 30 czerwca      | Memento                              | Azahriah            | [ 27 ] |
| 7 lipca         | Memento                              | Azahriah            | [ 28 ] |
| 14 lipca        | Memento                              | Azahriah            | [ 29 ] |
| 21 lipca        | Memento                              | Azahriah            | [ 30 ] |
| 28 lipca        | Utopia                               | Travis Scott        | [ 31 ] |
| 4 sierpnia      | Memento                              | Azahriah            | [ 32 ] |
| 11 sierpnia     | Memento                              | Azahriah            | [ 33 ] |
| 18 sierpnia     | Memento                              | Azahriah            | [ 34 ] |
| 25 sierpnia     | Tripq                                | Azahriah x Desh     | [ 35 ] |
| 1 września      | Tripq                                | Azahriah x Desh     | [ 36 ] |
| 8 września      | Kincugi                              | Dzsúdló             | [ 37 ] |
| 15 września     | Kincugi                              | Dzsúdló             | [ 38 ] |
| 22 września     | Kopaszkutya                          | Hobo Blues Band     | [ 39 ] |
| 29 września     | Kopaszkutya                          | Hobo Blues Band     | [ 40 ] |
| 6 października  | Kopaszkutya                          | Hobo Blues Band     | [ 41 ] |
| 13 października | Karcolatok                           | Ákos                | [ 42 ] |
| 20 października | Memento                              | Azahriah            | [ 43 ] |
| 27 października | Égigérő                              | Kowalsky meg a Vega | [ 44 ] |
| 3 listopada     | Égigérő                              | Kowalsky meg a Vega | [ 45 ] |
| 10 listopada    | Rock-Star                            | Stray Kids          | [ 46 ] |
| 17 listopada    | III. Krúbi                           | Krúbi               | [ 47 ] |
| 24 listopada    | III. Krúbi                           | Krúbi               | [ 48 ] |
| 1 grudnia       | Christmas                            | Michael Bublé       | [ 49 ] |
| 8 grudnia       | Rapeta                               | Rapülők             | [ 50 ] |
| 15 grudnia      | Christmas                            | Michael Bublé       | [ 51 ] |
| 22 grudnia      | Christmas                            | Michael Bublé       | [ 52 ] |